# St Palladius Episcopal Church

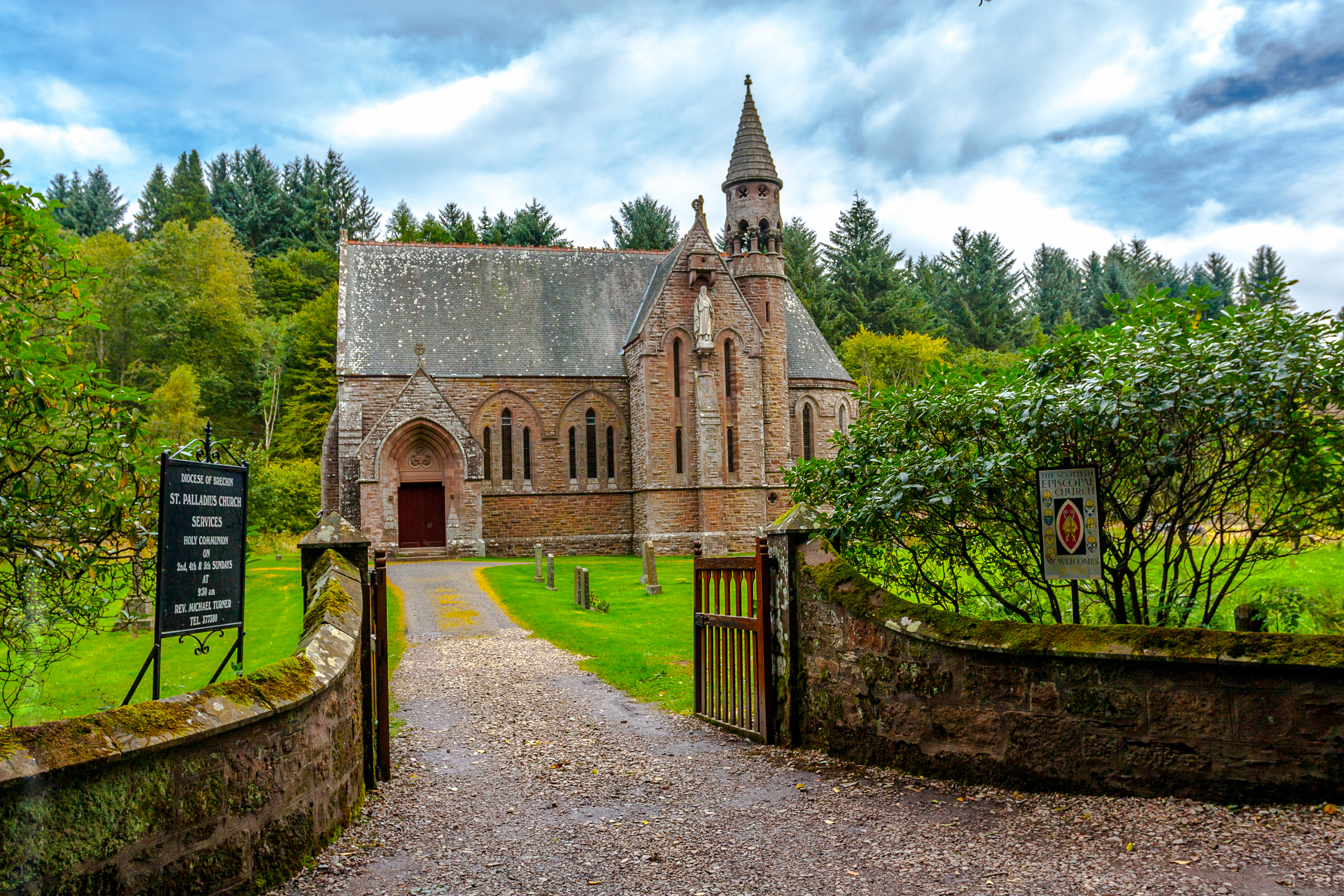
St Palladius Episcopal Church

Die St Palladius Episcopal Church ist ein episkopales Kirchengebäude der Scottish Episcopal Church nahe der schottischen Ortschaft Auchenblae in der Council Area Aberdeenshire. 1972 wurde das Bauwerk in die schottischen Denkmallisten in der höchsten Denkmalkategorie A aufgenommen.

## Geschichte
Der Geistliche James Stewart Gammell erbte 1881 das Herrenhaus Drumtochty Castle. Auf dem Anwesen ließ er bis 1885 die St Palladius Church errichten. Mit der Planung betraute Gammell den Architekten Arthur Clyne, einen Teilhaber des Architekturbüros Pirie & Clyne. Ursprünglich als Kapelle des Anwesens geplant, ist die St Palladius Church heute jedermann zugänglich. Sie ist noch weitgehend im Originalzustand erhalten geblieben.

## Beschreibung
Das Kirchengebäude befindet sich isoliert in einem Tal rund 700 m östlich von Drumtochty Castle und zwei Kilometer nordwestlich von Auchenblae. Das neogotische Gebäude greift Motive des Early English Style auf. Die Saalkirche ist einschiffig ausgeführt. Von der Südseite geht ein Querhaus ab. Seine Giebelseite ist mit zwei Lanzettfenstern und einer Skulptur des Heiligen Palladius mit Baldachin ausgestaltet. An der Nordseite befindet sich dort hingegen die Sakristei. In die gerundete Apsis sind Lanzettfenster eingelassen. Im Innenwinkel zwischen Querhaus und Chor ragt ein schlanker Glockenturm auf. Sämtliche Dächer sind mit Schiefer eingedeckt.